# Beaver Creek (Minnesota)
Beaver Creek è un comune degli Stati Uniti d'America, situato nello Stato del Minnesota, nella contea di Rock.